# Тайфунник Жуанэна
Тайфунник Жуанэна (лат. Bulweria fallax) — вид морских птиц из семейства буревестниковых (Procellariidae). Подвидов не выделяют. Вид назван в честь учёного, его описавшего, — Кристиана Жуанена (фр. Christian Jouanin).

## Распространение
Обитают на территории Джибути, Индонезии, Йемена, Кении, Мальдив, Мозамбика, Омана, Пакистана, Саудовской Аравии, Сейшельских островов и Сомали. Живут в открытом море и мелководных морях. Зафиксировано размножение на острове Сокотра, подозревают также, что эти птицы также размножаются на территории Омана — на прибрежных островах или на самом побережье.

## Описание
Длина тела 30—32 см, вес 150—180 г. Размах крыльев 76—83 см. Клюв чёрный, радужная оболочка тёмная. Ноги и внутренняя перепонка стопы темно-розовая, а внешняя перепонка и пальцы ног более темные. Оперение тёмное.

## Биология
Биология этих птиц почти не изучена, о размножении, перемещениях и даже вокализации известно мало. Их обычно встречают в открытом море, предполагается питание головоногими.

## Охранный статус
МСОП присвоил таксону охранный статус «Виды, близкие к уязвимому положению» (NT).